# 隴州
隴州（ろうしゅう）は、中国にかつて存在した州。南北朝時代から民国初年にかけて、現在の陝西省宝鶏市と甘粛省平涼市にまたがる地域に設置された。

## 概要
北魏の末年に汧城県に設置された東秦州を前身とする。554年（廃帝3年）、西魏により東秦州は隴州と改められた。
607年（大業3年）、隋により隴州は廃止されて岐州に編入された。州が廃止されて郡が置かれると、岐州は扶風郡と改称された。
618年（武徳元年）、唐により扶風郡汧源県が隴州と改められた。742年（天宝元年）、隴州は汧陽郡と改称された。758年（乾元元年）、汧陽郡は隴州の称にもどされた。隴州は関内道に属し、汧源・汧陽・南由・呉山・華亭の5県を管轄した。
北宋のとき、隴州は秦鳳路に属し、汧源・汧陽・呉山・隴安の4県を管轄した。
金のとき、隴州は鳳翔路に属し、汧陽・汧源・隴安の3県と安化・新興・呉山・定戎・隴西の5鎮を管轄した。
元のとき、隴州は陝西等処行中書省に属し、汧源・汧陽の2県を管轄した。1317年（延祐4年）、汧源県が廃止された。
1369年（洪武2年）、明により隴州は鳳翔府の管轄下に入った。1559年（嘉靖38年）、属県の汧陽県が鳳翔府に直属するようになった。
清のとき、隴州は鳳翔府に属した。
1913年、中華民国により隴州は廃止され、隴県と改められた。